# Ranunculus lyallii
Ranunculus lyallii (A. Gray) Rydb. – gatunek rośliny z rodziny jaskrowatych (Ranunculaceae Juss.). Występuje endemicznie w Nowej Zelandii. Poza tym bywa uprawiany.

## Rozmieszczenie geograficzne
Rośnie naturalnie na wyspach Południowej oraz Stewart.

## Morfologia
PokrójBylina o nagich pędach. Dorasta zwykle do 60–75 cm wysokości, ale w sprzyjających warunkach może osiągać wysokość do 1 metra.
ŁodygaSolidna.
LiścieMają okrągły kształt. Dorastają do 15–40 cm średnicy. Są błyszczące i zielone. Brzegi są karbowane. Ogonek liściowy jest lekko owłosiony i dorasta do 30 cm długości.
KwiatySą zebrane po 6–8 we wiechy. Pojawiają się na szczytach pędów. Mają 5–8 cm średnicy. Mają białą barwę z żółtymi pręcikami.
OwoceNiełupki o odwrotnie jajowatym kształcie i dorastających do 3 mm długości.

## Biologia i ekologia
Roślina zielna. Rośnie na wysokości od 700 do 1500 m n.p.m. Występuje w klimacie subalpejskim. Rośnie w większości na wilgotnych stanowiskach na obszarach górskich. Występuje w pobliżu strumieni, w wilgotnych zagłębieniach czy na urwisk skalnych. Kwitnie od końca listopada lub od początku grudnia do połowy stycznia.